# Linnerup Sogn
Linnerup Sogn er et sogn i Hedensted Provsti (Haderslev Stift).
I 1800-tallet var Hammer Sogn anneks til Linnerup Sogn. Begge sogne hørte til Vrads Herred i Skanderborg Amt. Linnerup-Hammer sognekommune blev ved kommunalreformen i 1970 indlemmet i Tørring-Uldum Kommune, som ved strukturreformen i 2007 indgik i Hedensted Kommune.
I Linnerup Sogn ligger Linnerup Kirke.
I sognet findes følgende autoriserede stednavne:
- Hjortsvang (bebyggelse, ejerlav)
- Hjortsvang Fælled (bebyggelse)
- Hjortsvang Kær (bebyggelse)
- Hjortsvang Vestermark (bebyggelse)
- Linnerup (bebyggelse, ejerlav)
- Skovborg (bebyggelse)